# Krimtatarernas slavräder

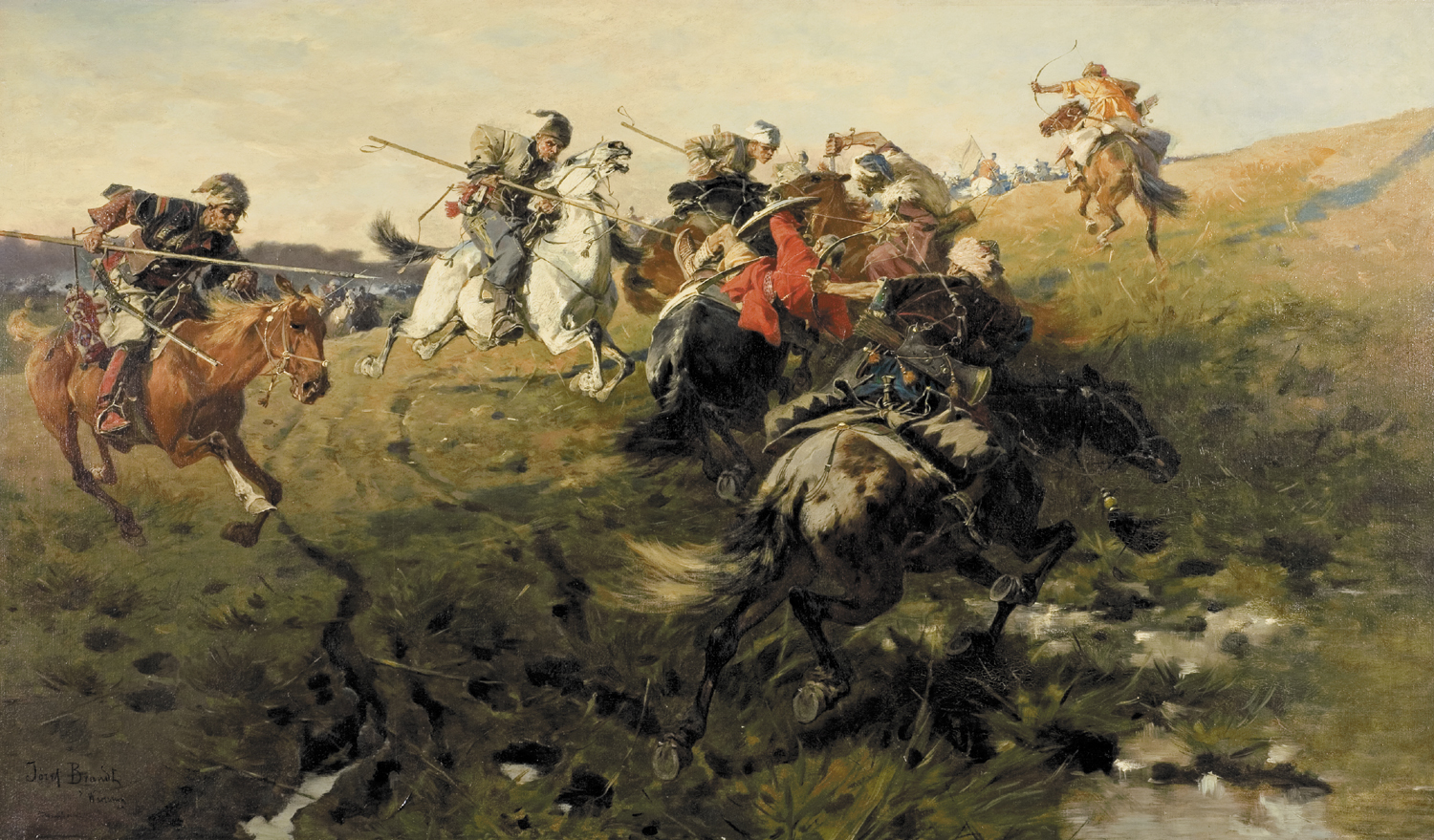
Józef Brandt - Potyczka Kozaków z Tatarami

Krimtatarernas slavräder ägde rum i östra Europa mellan 1441 och 1774. Räderna utfördes av Krimkhanatet och deras vasaller nogajerna, norrut från Krim över de Vilda fälten mot östra Europa. De riktades huvudsakligen mot områden lydande under Ryssland och Polsk-litauiska samväldet, som till stora delar tillhörande nuvarande Ryssland och Ukraina, men också söderut mot Kaukasus, och i vissa fall längre västerut så långt som till Böhmen och Ungern. 
Räderna hade direkt eller indirekt stöd av Osmanska riket, som tekniskt sett var Krimkhanatets länsherre. Dess syfte var att tillfångata europeiska män, kvinnor och barn för att förse  slavhandeln på Krim med nya slavar, som via Svarta havet sedan exporterades vidare till slavmarknaden i Osmanska riket i Mellanöstern. Det Osmanska riket ägde hamnen Kaffa på Krim, där fångarna fördelades mellan Krimkhanatet och Osmanska riket, och Krimkhanatet och Osmanska riket samarbetade i denna slavhandel. Det var en handel som var vital för Krimkhanatets ekonomi, och som också spelade en stor roll för den osmanska slavhandeln.
De regelbundna slavräderna dränerade östra Europa på dess mänskliga och ekonomiska kapital och gjorde att en stor del av den ukrainska slätten avfolkades. Den bidrog till uppkomsten av de militariserade kosackerna, som organiserade motattacker för att försvara Ukraina och attackera krimtatarerna, nogajerna och deras osmanska överherrar. 
Slavhandeln på Krim var en del av den uråldriga slavhandeln på Svarta havet. Krimhalvön erbjöd få möjligheter till försörjning, och hade i sekel varit ett centrum för slavhandel. När Krimkhanatet etablerades på Krim på 1400-talet övertog de denna handel från de venetianska och genuesiska kolonierna på Krim. 
Slavräderna betraktades som legitima enligt islamisk lag, där den muslimska världen, Dar al-Islam, per definition alltid befann sig i krig med den icke-muslimska världen, Dar al-harb, och krigsfångar som inte var muslimer, det vill säga kafir, betraktades som slavar.
Siffrorna på hur många människor som föll offer för slavräderna är obekräftade; Bohdan Baranowski uppskattar att Polen-Litauen förlorade omkring 20.000 personer årligen och omkring en miljon mellan 1474 och 1694, och Mikhail Khodarkhovsky uppskattade att mellan 150.000 och 200.000 personer kidnappades från Ryssland mellan 1600 och 1650.
Den första dokumenterade slavräden ska ha ägt rum år 1447, men traditionellt brukar den första sägas ha ägt rum år 1468, då den första stora slavräden ägde rum mot sydöstra Polen. Den sista stora slavräden ägde rum år 1717, och riktades mot Ungern. Mindre slavräder förekom sedan under 1700-talet. Den sista slavräden ska ha ägt rum år 1769, under det rysk-turkiska kriget. 
Slavräderna upphörde som en konsekvens av den ryska expansionen. Nogajerna trycktes tillbaka av Ryssland och upphörde med sina attacker efter 1634. Krimkhanatet blev efter rysk-turkiska krigets slut 1774 en rysk vasall och kunde därför inte längre utföra några slavräder; år 1783 avskaffades slutligen Krimkhanatet och anslöts till Ryssland som rysk provins och slavhandeln på Krim avskaffades helt.